# Winchester Modèle 1911
 (octobre 2018).
Si vous disposez d'ouvrages ou d'articles de référence ou si vous connaissez des sites web de qualité traitant du thème abordé ici, merci de compléter l'article en donnant les références utiles à sa vérifiabilité et en les liant à la section « Notes et références ».
Le Winchester Modèle 1911 est le premier fusil semi-automatique de chasse du fabricant du célèbre Winchester M12 à apparaître sur le marché.
Créé pour concurrencer les Browning Auto-5 et Remington M11, seul 85 000 M11 furent vendus entre 1912 et 1925. 
Il a été cité par National Interest en 2019 parmi les 5 armes les plus mal conçues.